# Китовидные дельфины
Китови́дные дельфи́ны (лат. Lissodelphis) — род морских дельфинов. Включает 2 вида.

## Описание

### Внешний вид
Длина тела до 2,5 метров. Жировая подушка на голове низкая, клюв узкий. Хвостовой стебель тёмный, спинной плавник отсутствует. Грудные плавники серповидной формы. Зубы тонкие и мелкие (диаметр 3 мм) 42—37 пар в верхней челюсти и до 49 пар в нижней. В позвоночнике 82 позвонка.

### Распространение
Северный китовидный дельфин (Lissodelphis borealis) обитает в северной части Тихого океана (в том числе в дальневосточных морях России), южный китовидный дельфин (Lissodelphis peronii) населяет воды Южного полушария от умеренных широт до Антарктики.